# Dani Jatom

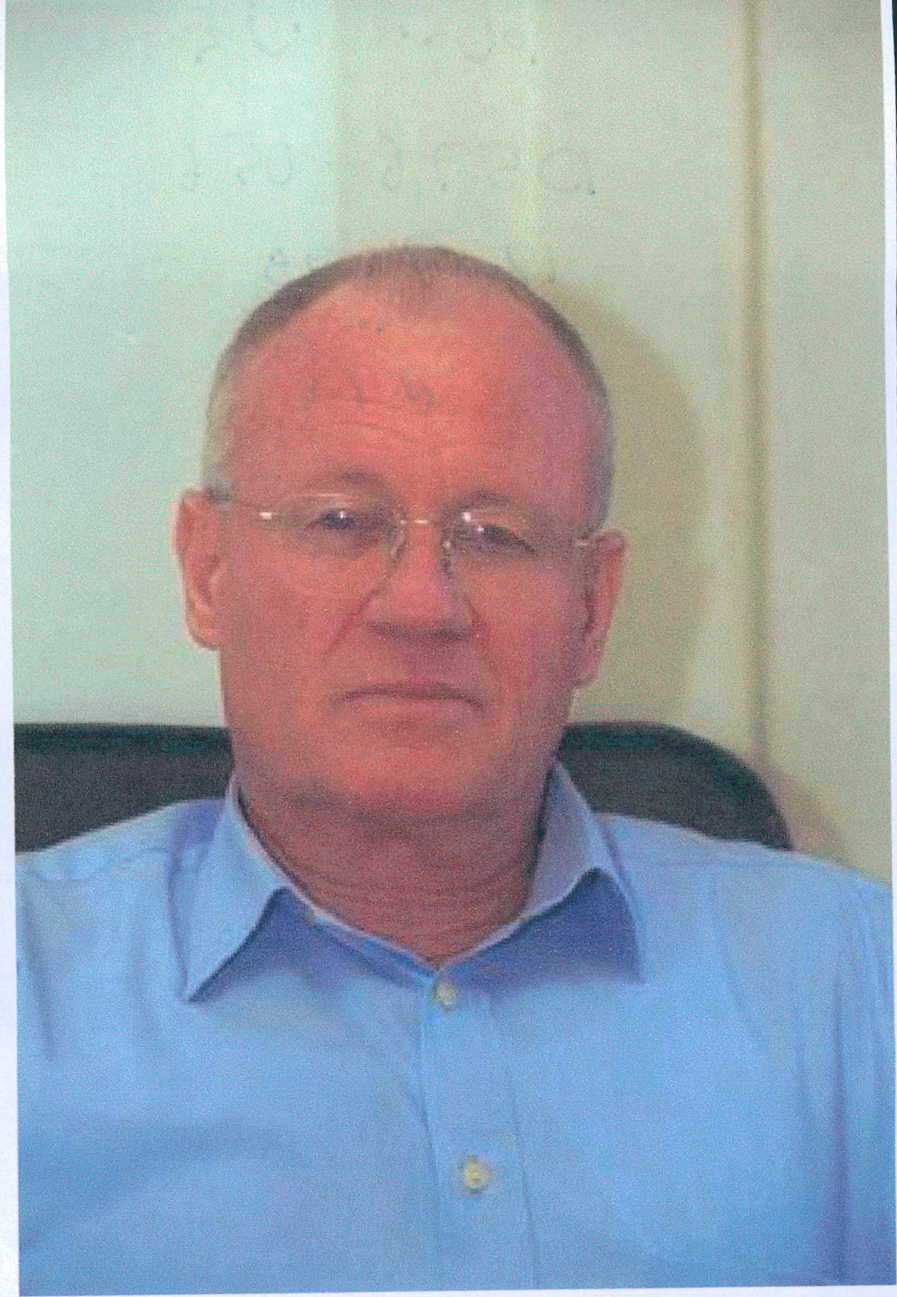
Dani Jatom, 2008

Dani Jatom (hebräisch דני יתום, * 15. März 1945 in Palästina) ist ein ehemaliger israelischer Geheimdienstchef und Politiker. Er war 1996 bis 1998 Chef des Nachrichtendienstes Mossad.

## Leben

### Ausbildung und Aufstieg
An der Hebräischen Universität Jerusalem erwarb er einen Bachelor-Grad in Mathematik, Physik und Informatik. Jatom diente von 1963 bis 1996 in der Spezialeinheit Sajeret Matkal und war am Ende deren stellvertretender Kommandeur. Bevor er 1996 an die Spitze des Mossad wechselte, war er Chef des Zentralkommandos der Israelischen Streitkräfte. Jatom war der erste Mossad-Chef, dessen Name während seiner Dienstzeit öffentlich bekanntgegeben wurde.
Dani Jatom ist verheiratet und hat fünf Kinder.

### Rücktritt
Am 24. Februar 1998 reichte Jatom sein Rücktrittsgesuch als Mossaddirektor ein, nachdem innerhalb von sechs Monaten zwei Kommandoaktionen missglückten und eine Regierungskommission die Arbeit des Mossad scharf kritisiert hatte. Dabei wurden vor allem zwei Vorfälle bemängelt: Am 25. September 1997 missglückte der Mordanschlag auf Chalid Maschal in Jordanien. Am 19. Februar 1998 missglückte eine Abhöraktion in Liebefeld bei Bern. Das Verhältnis zwischen Jatom und dem Mossad war am Ende so zerrüttet, dass er sein Rücktrittsgesuch handschriftlich verfasste, da er nicht einmal mehr seiner Sekretärin traute.

### Politische Karriere
Nach seiner Amtszeit an der Spitze des Mossad wurde er Sicherheitsberater des israelischen Premierministers Ehud Barak und des israelischen Verteidigungsministeriums. 2003 wurde Jatom erstmals Knesset-Abgeordneter der Arbeiterpartei. 2006 erfolgte seine Wiederwahl. Juli 2008 legte er sein Mandat nieder und Leon Litinski rückte für ihn in die Knesset nach.
Im Range eines Generalmajors gehört er der Reserve der israelischen Armee an. Er ist Vorsitzender des Instituts für strategische Studien am College von Netanja.